# David Carradine
David Carradine (* jako John Arthur Carradine, 8. prosince 1936, Hollywood – 3. června 2009, Bangkok) byl americký herec, kterého proslavily role mistrů bojových umění v seriálech Kung Fu a Kung Fu: Legenda pokračuje, či ve dvojdílném snímku Kill Bill. Za svůj život byl mnohokrát stíhán za zneužívání návykových látek.
Zemřel 3. června 2009 v hotelovém pokoji v době natáčení jednoho filmu v thajském Bangkoku. Podle prvních policejních zpráv se jednalo o sebevraždu oběšením, nebo o nehodu při erotické hře – autoerotické asfyxii. Různé konspirační teorie mluví dokonce o vraždě.

## Život
David Carradine se narodil 8. prosince 1936 v kalifornském Hollywoodu jako John Arthur Carradine, nejstarší syn známého amerického herce Johna Carradineho a jeho manželky Ardanelle Abigail, rozené McCoolové. Byl převážně irského původu a měl několik nevlastních bratrů: Bruce, Keitha, Roberta a Christophera, z nichž všech se také stali herci. Byl strýcem hereček Ever Carradine a Marthy Plimptonové.
Rodina malému Johnovi říkala Jacku a jeho dětství bylo značně neklidné. Jeho rodiče se rozvedli a následně znovu vzali a navíc byl vychováván společně s matčiným synem z předchozího manželství, kterého Davidův otec John adoptoval. John Carradine si navíc přál velkou rodinu, jeho manželka ale pokaždé tajně šla na potrat bez manželova vědomí. David se nakonec pokusil spáchat sebevraždu oběšením: neúspěšně. Po třech letech manželství se pár rozešel a John se odstěhoval, aby nemusel čelit soudu o výživném. Následovaly vleklé spory o umístění dítěte k jednomu z rodičů. Nakonec odešel s otcem do New Yorku.
V roce 1960 byl naverbován do armády a krátce po tom požádal o ruku svou tehdejší přítelkyni Donnu Lee Bechtovou. Ještě o Vánocích toho roku, konkrétně 24. prosince, si ji vzal. Roku 1962 mu pak Donna porodila dceru Calistu.
Po opuštění armády se rozhodl vydat se na hereckou dráhu a aby nedošlo k záměně s jeho otcem, nechal si rodné jméno John změnit na David.
Začínal v divadlech a jeho první větší rolí byla ta ve hře The Royal Hunt of the Sun, která pojednávala o zničení Incké říše. Za tuto roli získal ocenění Theatre World Award.
V roce 1968 se rozvedl s první manželkou Donnou a rozhodl se odejít z New Yorku a vrátit se do Kalifornie. Pak si zahrál roli mistra Caina v televizním seriálu Kung Fu (1972–1975), za kterou byl nominován na cenu Emmy a Zlatý glóbus.
V roce 1976 hrál hlavní roli, zpěváka Woodyho Guthrieho ve filmu režiséra Hala Ashbyho Cesta ke slávě (Bound for Glory). Film byl oceněn dvěma Oscary, na další čtyři byl nominován.
Do roku 1975 žil s přítelkyní Barbarou Hershey, se kterou se ale rozešel. Tři roky před rozchodem mu ale Barbra porodila syna jménem Free, který byl ve věku devíti let přejmenován na Toma. Následně byl zasnoubený se Season Hubley, pár se ale nikdy nevzal. O dva roky později, v roce 1977 se pak znovu oženil, tentokrát s Lindou Gilbertovou, bývalou manželkou kytaristy skupiny The Byrds: Rogera McGuinna. Rok po svatbě se Lindě a Davidovi narodila dcera Kansas. Stejně jako předchozí vztahy, i tento skončil rozchodem. Další manželství uzavřel s Gail Jensenovou, která ale po jedenácti letech manželství zemřela.

## Galerie

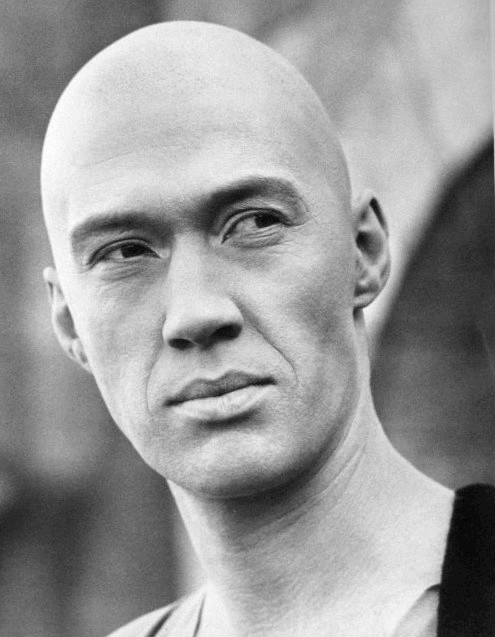
David Carradine v seriálu Kung Fu
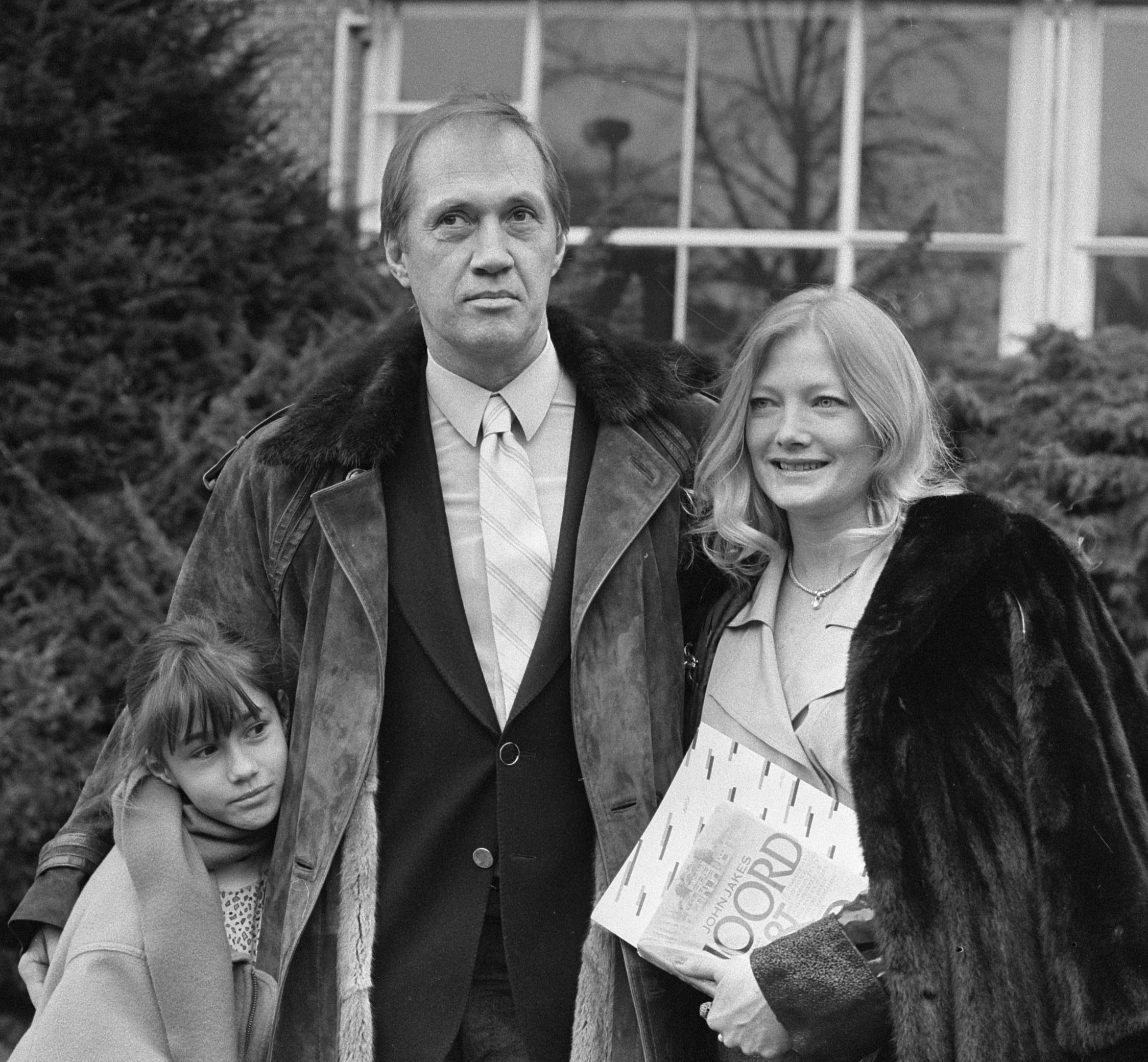
David Carradine s rodinou v roce 1987
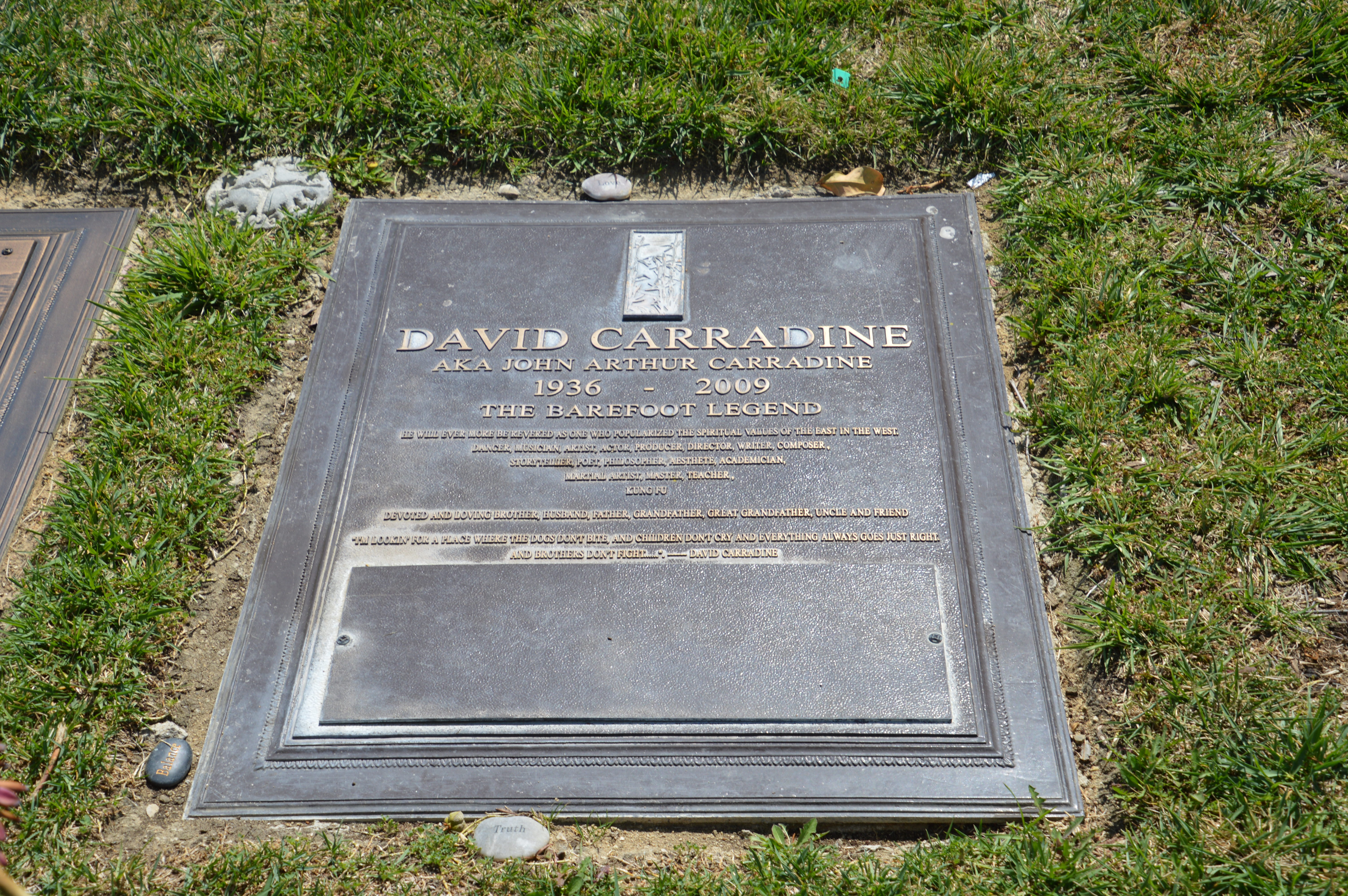
Hrob Davida Carradina